# Ногайка (река)
Нога́йка (также Нага́йка) — река в Старой Уфе города Уфы, правый приток реки Белой. Не включена в Государственный водный реестр. На всём протяжении, вместе с притоком, канализирована и заключена в бетонный коллектор.
По реке названы ныне частично засыпанный в её устье Ногайский овраг, по которому построен проспект Салавата Юлаева, и ныне не существующий Ногайский мост через данный овраг.

## Гидрология

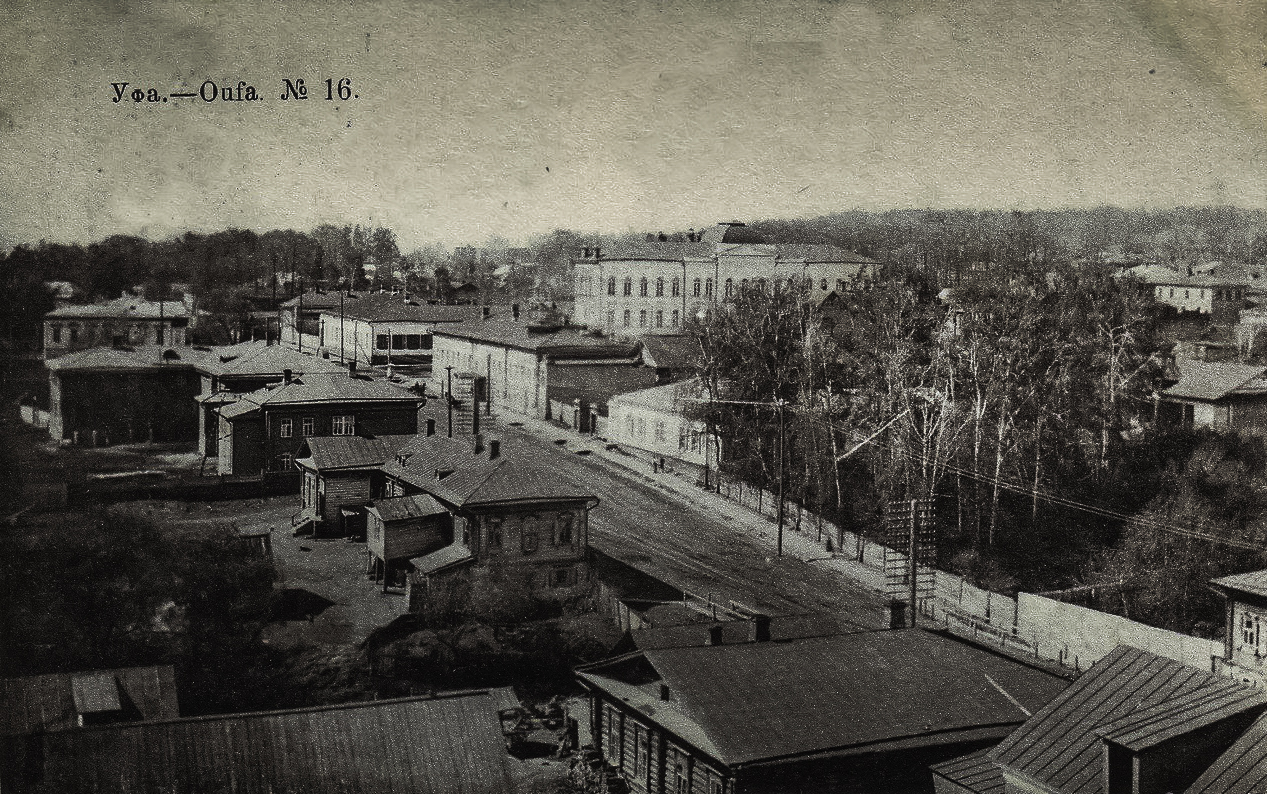
Начало Ногайского оврага, правее — исток

Исток находится южнее перекрестка улиц Цюрупы и Октябрьской Революции, под многоуровневом паркингом на месте сквера А. Д. Цюрупы восточнее Здания Статистического управления Башкирской АССР (улица Цюрупы, 17 корпус 1), и полностью канализирован.
Ранее исток находился западнее, на территории Дома Г. М. и Г. М. Штехеров, и представлял собой родник.
Устье находится восточнее Бельского моста через реку Белую на исторической Оренбургской переправе. Правый приток — ручей из пруда сада С. Т. Аксакова.

## Название

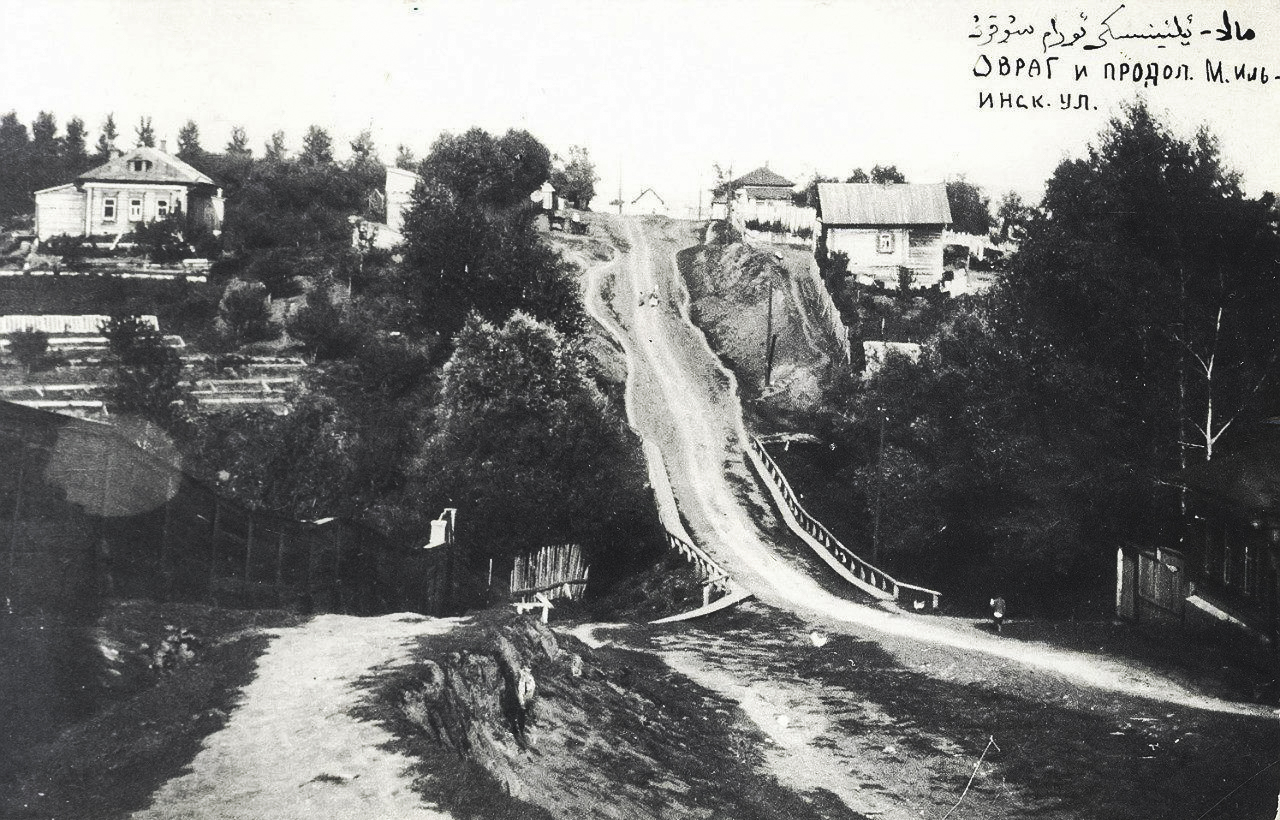
Спуск Малой Ильинской улицы и мост через Ногайку

На Плане города Уфы Оренбургской губернии 1800-х река отмечена как ручей Нагаиской, с безымянным притоком.
По одной версии, название происходит от ногайцы, так как упоминается Ногайское становище, которое до основания Уфы находилось примерно на юго-западной возвышенности Уфимского полуострова.
По другой, название происходит от ногайка или нагайка — ногайская плеть, которую позднее заимствовали запорожские, донские и волжские казаки, стрельцы.

## История

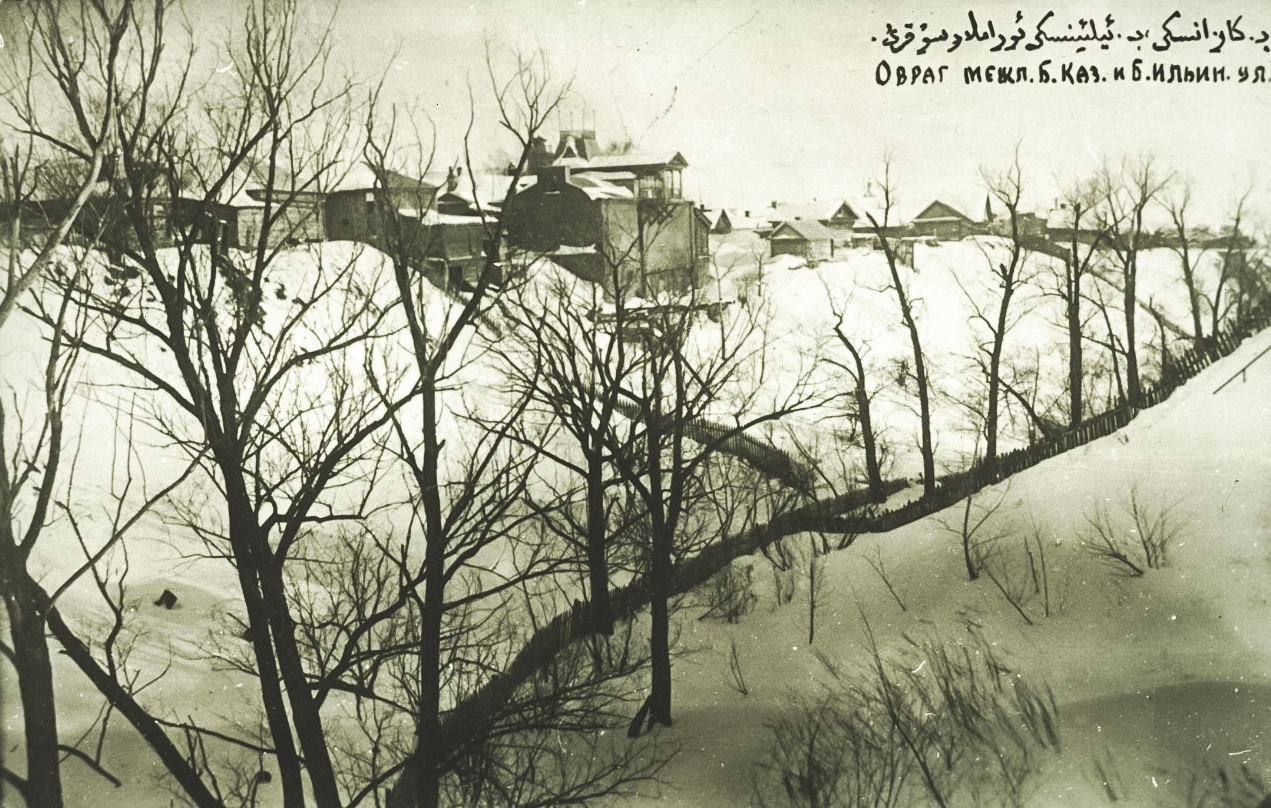
Овраг у поворота реки к устью

В 1574 на холме, в устьях рек Сутолоки (с восточной стороны) и Ногайки (с западной) реки Белой заложен острог, впоследствии, крепость — Уфимский Кремль. С этого момента, река стала выполнять защитную функцию от осад и набегов с запада.
В начале 1990-х полностью канализирована.
В 2018 Н. Б. Щербаковым и И. А. Шутелевой проведены разведочные работы по сохранившемуся высокому левому берегу реки, результаты которой относятся к XVII—XIX векам: выявлены части фундамента крепостных стен из известняковых плит, а на территории бывшего Завода горного оборудования «Горнас» — бастион Уфимской крепости, сходный с ранее выявленным В. Н. Захаровым и В. В. Овсянниковым участком 8-го бастиона.